# Дикуил
Дикуил (лат. Dicuilus) — ирландский средневековый монах и географ, живший во второй половине VIII — первой половине IX веков н. э.
Даты его рождения и смерти неизвестны, о его жизни известно также очень мало. Его работы по астрономии (результаты наблюдений, проведённых им у берегов Англии и Шотландии) датируются приблизительно 814—816 годами, труд по географии «Описание Земли» (De mensura Orbis terrae) — примерно 825 годом.
Данный труд, являющийся его главной работой, представляет собой «общегеографическое» сочинение: он создан путём компиляции сведений из более древних источников (работы Плиния Старшего, Солина, Павла Орозия, Исидора Севильского) с некоторыми добавлениями самого Дикуила и содержит краткую информацию о различных землях. Несмотря на большое количество заимствований, его работа имеет большую историческую ценность: в ней, помимо прочего, содержится рассказ, записанный автором от некого монаха Фиделиса, посетившего Нил и Красное море и оставившего описания Иерусалима и пирамид Гизы, а также рассказы монахов, которые (возможно, одними из первых) посетили Исландию и Фарерские острова, — едва ли не самые ранние географические описания данных территорий.